# Siva II
Siva II est un roi du royaume d'Anuradhapura, dans l'actuel Sri Lanka de 524 à 525. Il succéda à son oncle Kittisena comme roi d'Anuradhapura et fut remplacé par Upatissa II .

### Source historique
- Culavamsa, récits en pali de l'histoire du Sri Lanka du IVe siècle à la chute du royaume de Kandy en 1815.